# Ilha de Santo Amaro
Ilha de Santo Amaro är en ö i Brasilien.   Den ligger i delstaten São Paulo, i den sydöstra delen av landet, 900 km söder om huvudstaden Brasília. Arean är 137 kvadratkilometer.
Terrängen på Ilha de Santo Amaro är lite kuperad. Öns högsta punkt är 329 meter över havet. Den sträcker sig 21,1 kilometer i nord-sydlig riktning, och 20,4 kilometer i öst-västlig riktning.
Följande samhällen finns på Ilha de Santo Amaro:
- Guarujá